# Фотин, Владилен Пантелеймонович
Владилен Пантелеймонович Фотин — советский учёный, государственный и политический деятель, доктор технических наук, профессор, почетный академик Академии электротехнических наук Российской Федерации.

## Биография
Родился в 1926 году в Москве. Член КПСС.
Образование высшее (окончил Всесоюзный электротехнический институт)
С 1947 года — на хозяйственной, общественной и политической работе.
- В 1949—1973 гг. — ассистент, старший преподаватель, доцент, профессор Всесоюзного электротехнического института.[1]
- В 1973—1986 гг. — директор Всесоюзного электротехнического института.[1]

C 1986 гг. — профессор Всесоюзного электротехнического института.
За создание и внедрение электропередач нового сверхвысокого класса напряжения 150 кВ, обеспечивших присоединение на параллельную работу с ЕЭС СССР объединённых энергосистем стран — членов СЭВ и выдачу мощности крупных АЭС был в составе коллектива удостоен Государственной премии СССР в области науки и техники 1980 года.
Делегат XXVI съезда КПСС.
Умер в Москве в 2010 году.

## Научный вклад
Под его руководством были созданы не имеющие аналогов в мировой практике мощные испытательные стенды на напряжение постоянного тока 1500 кВ и переменного тока 1150 кВ в г. Тольятти. Эти достижения отечественной электротехнической науки почти на четверть века опередили работы специалистов других стран по вводу нового класса электропередач ультравысокого напряжения 1150 кВ.
В. П. Фотин руководил широким спектром научно-исследовательских и проектных работ, позволившим впервые в мировой практике создать более 40 видов уникального электрооборудования сверхвысокого напряжения, в том числе тиристорных преобразователей для ЛЭП постоянного тока 1500 кВ. Около 60 предприятий Министерства электротехнической промышленности СССР участвовали в создании отдельных видов электрооборудования для ЛЭП 500, 750 и 1150 кВ переменного тока.